# 4gyoshi churiyeongyeok
Pour plus de détails, voir Fiche technique et Distribution.
4gyoshi churiyeongyeok (hangul : 4교시 추리영역 ; titre anglais : 4th Period Mystery) est un film dramatique sud-coréen réalisé par Lee Sang-yong, sorti en 2009.

## Synopsis
Han Jung-hoon se bagarre avec Kim Tae-gyu car ce dernier a pris une photo du sous-vêtement d'une de ses camarades de classe et ne veut pas supprimer la photo. Tous les deux reçoivent comme punition de nettoyer la classe. Après avoir terminé sa punition, Han Jung-hoon quitte l'école et aperçoit son meilleur ami, Do Il qui observe à travers la fenêtre Lee Da-Jung appelée « Le rideau » en raison de ses longs cheveux noirs en train de nager. Lorsqu'elle sort de la piscine, elle surprend seulement Han Jung-hoon derrière la fenêtre puisque Do Il s'est accroupi au moment où elle allait regarder dans leur direction.   
Le jour suivant, en plein cours, il répond aux messages de Lee Da-Jung. Il se fait prendre par Han Kang Man et son professeur lit son message qu'il voulait envoyer devant toute la classe. À la fin du cours, il se retrouve seul avec Kim Tae-gyu et celui-ci le provoque. Il pousse Han Jung-hoon et ce dernier le menace avec un couteau. Un acte dont sera témoin l'une de ses camarades. Peu de temps après, il revient en classe et trouve Kim Tae-gyu mort, poignardé à plusieurs reprises. 
Sous le choc, il ramasse le couteau sanglant et est surpris par Lee Da-Jung. Heureusement pour lui, non seulement elle croit en son innocence mais aussi elle lui propose de l'aider à résoudre le mystère et attraper le vrai meurtrier qui se trouve toujours dans l'enceinte de l'école. Une tâche difficile et très urgente car il ne reste moins de quarante minutes avant que le reste de la classe soit de retour et que le corps de Kim Tae-gyu soit découvert…

## Fiche technique
- Titre original : 4교시 추리영역
- Titre international : 4th Period Mystery
- Réalisation : Lee Sang-yong
- Scénario : Shin Dong-yeop
- Photographie : Moon Ho-jin
- Montage : Kyeong Min-ho
- Musique : Yozoh
- Production : Seo Myung-jin et Ku Jung-hee
- Société de production : Sway Entertainment
- Société de distribution : Lotte Entertainment
- Pays de production :  Corée du Sud
- Langue originale : Coréen
- Format : couleur - 16:9
- Genre : thriller
- Durée : 86 minutes
- Dates de sortie : Corée du Sud : 12 août 2009

## Distribution
- Yoo Seung-ho : Han Jeong-hoon
- Kang Sora : Lee Da-jung
- Jo Sang-geun : Kim Tae-gyoo
- Jeon Joon-hong : MBC, Byeong Soo
- Jeong Seok-yong : Kang Gook Man
- Park Cheol-min : Han Kang Man
- Lee Yeong-jin : la libraire Sang Mi
- Kim Dong-Bum : Do Il
- Lee Chan-ho : Tak Teu In
- Min Kyeong-Jin : Principal
- Im Soo-hyang